# Pic Te Mata
Pour les articles homonymes, voir Te Mata.
Le pic Te Mata est situé au sud de la ville de Hastings et de sa banlieue qui s'est développée sur les pentes. Il culmine à 399 mètres d'altitude, dans la région de Hawke's Bay en Nouvelle-Zélande.
Il offre un vaste panorama sur les plaines d'Heretaunga et sur Hawke's Bay, y compris sur la ville de Napier. Par temps clair, la vue s'étend jusque sur le mont Ruapehu et sur la péninsule de Māhia. Au pied du pic s'étend le vignoble de Craggy Range jusqu'à la rivière Tukituki. Le conseil du district de Hastings a donné son consentement à Craggy Range Vineyard en 2017 pour créer la piste sans que l'iwi local en fut informé.
En octobre 2019, le conseil du district a fait créer une route goudronnée de 1,3 km de long pour accéder au belvédère du sommet, point de départ de plusieurs sentiers pour les randonneurs et les adeptes du VTT.